# Яснопільщинська сільська рада
Яснопі́льщинська сільська́ ра́да — колишній орган місцевого самоврядування в Липоводолинському районі Сумської області. Адміністративний центр — село Яснопільщина.

## Загальні відомості
- Населення ради: 723 особи (станом на 2001 рік)

## Населені пункти
Сільській раді підпорядковані населені пункти:
- с. Яснопільщина
- с. Іванівка
- с. Коцупіївка
- с. Макіївське

## Склад ради
Рада складається з 14 депутатів та голови.
- Голова ради: Гордієнко Надія Іванівна
- Секретар ради: Дубенко Ніна Василівна

### Керівний склад попередніх скликань
| Прізвище, ім'я, по батькові | Основні відомості                                                               | Дата обрання | Дата звільнення |
| --------------------------- | ------------------------------------------------------------------------------- | ------------ | --------------- |
| Гордієнко Надія Іванівна    | Сільський голова, 1965 року народження, освіта середня спеціальна, позапартійна | 26.03.2006   | 31.10.2010      |
| Гордієнко Надія Іванівна    | Сільський голова, 1965 року народження, освіта середня спеціальна, позапартійна | 31.10.2010   |                 |

Примітка: таблиця складена за даними сайту Верховної Ради України